# Puerto-Ricozanger
De Puerto-Ricozanger (Setophaga angelae, synoniem: Dendroica angelae) is een zangvogel uit de familie der Parulidae (Amerikaanse zangers). De soort werd in 1968 ontdekt door Cameron Kepler en Angela Kay Kepler en in 1972 geldig beschreven en vernoemd naar Angela Kepler. Het is een bedreigde, endemische vogelsoort in Puerto Rico.

## Kenmerken
De vogel is 12.5 cm lang en lijkt sterk op de bonte zanger (Mniotilta varia), een zwart en witte zangvogel met een dubbele, witte vleugelstreep. Bij de Puerto-Ricozanger ontbreekt echter de brede lichte wenkbrauwstreep. Verder foerageert deze vogel voornamelijk door het gebladerte, terwijl de bonte zanger takken en boomstammen afzoekt.

## Verspreiding en leefgebied
Deze soort is endemisch in Puerto Rico, een eiland in het oostelijk deel van de Caribische Zee. De vogel komt voor in een aantal natuurparken op de centrale bergrug waar nog natuurlijk, vochtig montaan bos aanwezig is. De populatie werd in 2017 geschat op 1800 volwassen dieren.

## Status
De Puerto-Ricozanger heeft een beperkt verspreidingsgebied en daardoor is de kans op uitsterven aanwezig. De populatie-aantallen nemen af door habitatverlies. Het leefgebied wordt aangetast door ontbossing waarbij natuurlijk bos wordt omgezet in gebied voor agrarisch gebruik zoals de teelt van koffie en ten behoeve van infrastructuur en menselijke bewoning. Om deze redenen staat deze soort als bedreigd op de Rode Lijst van de IUCN.